# Kutzenhausen (Baix Rin)
Kutzenhausen (en alsacià Kutzehüse) és un municipi francès, situat a la regió del Gran Est, al departament del Baix Rin. L'any 1999 tenia 783 habitants.
Forma part del cantó de Reichshoffen, del districte de Haguenau-Wissembourg i de la Comunitat de comunes Sauer-Pechelbronn.

## Demografia
| 1962 | 1968 | 1975 | 1982 | 1990 | 1999 |
| ---- | ---- | ---- | ---- | ---- | ---- |
| 764  | 785  | 719  | 713  | 740  | 783  |

## Administració
| Període    | Identitat       | Partit |
| ---------- | --------------- | ------ |
| 2001- 2008 | Edmond Fabacher |        |
| 2008- 2020 | Pierrot Sitter  |        |